# Ditassa
Ditassa é um gênero botânico pertencente à família Apocynaceae nativa da América do Sul. Foi primeiramente descrita em 1810. É nativa da América do Sul.

## Espécies
Espécies
- Ditassa acerifolia - S Venezuela
- Ditassa aequicymosa - São Paulo
- Ditassa albiflora - Peru
- Ditassa albonerva - Lara emn Venezuela
- Ditassa anderssonii -  Equador
- Ditassa auriflora - Minas Gerais
- Ditassa auyantepuiensis -  Venezuela
- Ditassa ayangannensis -  Guiana
- Ditassa banksii - Rio Janeiro
- Ditassa bicolor - Minas Gerais
- Ditassa blanchetii - Brasil
- Ditassa bolivarensis - Bolívar em Venezuela
- Ditassa buntingii - Amazonas em Venezuela
- Ditassa capillaris - São Paulo, Baía
- Ditassa carnevalii - Amazonas na Venezuela
- Ditassa caucana -  Colômbia
- Ditassa ciliata - Amazonas na Venezuela
- Ditassa cipoensis - Minas Gerais
- Ditassa colellae - Bolivar na Venezuela
- Ditassa conceptionis - Brasil
- Ditassa congesta - Brasil
- Ditassa cordeiroana - Minas Gerais
- Ditassa crassa - Peru
- Ditassa crassifolia - Brasil
- Ditassa dardanoi - Brasil
- Ditassa dolichoglossa  - Baía
- Ditassa duartei - Espírito Santo
- Ditassa duidae - Serra Duida em Venezuela
- Ditassa edmundoi - Serra de S. Luiz de Purunã em Paraná
- Ditassa emmerichii - Brasil
- Ditassa endoleuca -  Colômbia, Equador
- Ditassa eximia - Brasil
- Ditassa farneyi - Brasil
- Ditassa fasciculata - Brasil
- Ditassa fiebrigii - Bolívia
- Ditassa foldatsii - Amazonas na Venezuela
- Ditassa fontellae - Brasil
- Ditassa franciscoi -  Venezuela, Colômbia
- Ditassa fulva - Brasil
- Ditassa gardneri - Brasil
- Ditassa gillespieae -  Guiana
- Ditassa glaziovii - Brasil
- Ditassa gracilipes -  Peru
- Ditassa gracilis - São Paulo
- Ditassa hastata - Brasil
- Ditassa hispida - Baía
- Ditassa imbricata - Rio de Janeiro
- Ditassa insignis - Minas Gerais
- Ditassa itambensis  - Minas Gerais
- Ditassa jahnii - Mérida na Venezuela
- Ditassa juliani - Amazonas na Venezuela
- Ditassa laevis - Brasil
- Ditassa lanceolata -  Peru, Brasil
- Ditassa lenheirensis - Minas Gerais
- Ditassa leonii - Minas Gerais
- Ditassa liesneri - Amazonas na Venezuela
- Ditassa lindemanii -  Suriname
- Ditassa linearis - Brasil
- Ditassa lisae - Lara em Venezuela
- Ditassa longicaulis - Brasil
- Ditassa longiloba -  Colombia
- Ditassa longisepala - Brasil
- Ditassa macarenae - Sierra de la Macarena em Colombia
- Ditassa mandonii -  Bolivia
- Ditassa maranhensis - Maranhão
- Ditassa maricaensis - Rio de Janeiro
- Ditassa mattogrossensis - Mato Grosso
- Ditassa megapotamica - Uruguai, S Brasil
- Ditassa mucronata - Morro de Villa Rica em Minas Gerais
- Ditassa multinervia - Amazonas em Venezuela
- Ditassa myrtilloides - Serra Moeda em Minas Gerais
- Ditassa nigrescens - Guiana
- Ditassa niruri - Brasil
- Ditassa nitida - Brasil
- Ditassa obcordata - Minas Gerais
- Ditassa oberdanii - Espírito Santo
- Ditassa obovata - Bolivar em Venezuela
- Ditassa obscura - Serra de Araxa em Paranaíba
- Ditassa oliva-estevae - Amazonas em Venezuela
- Ditassa ottohuberi - Amazonas em Venezuela
- Ditassa oxyphylla - Venezuela, N Brasil
- Ditassa paranensis - Paraná
- Ditassa pauciflora - Guiana, N Brasil
- Ditassa pedunculata - Minas Gerais
- Ditassa perijensis - Magdalena em Colombia
- Ditassa peruviana  - Peru
- Ditassa poeppigii - Brasil
- Ditassa pohliana - Brasil
- Ditassa racemosa - Chuquisaca em Bolivia
- Ditassa ramosa - Brasil
- Ditassa retusa - Brasil
- Ditassa roraimensis - Guiana, SE Venezuela, N Brasil
- Ditassa rotundifolia - Baía
- Ditassa salzmannii - Brasil
- Ditassa schlechteri - Bolivia
- Ditassa sillensis - N Venezuela
- Ditassa silveirae - Serra do Cipó em Minas Gerais
- Ditassa sipapoana - Amazonas em Venezuela
- Ditassa sobradoi - Amazonas em Venezuela
- Ditassa subalpina -  Bolívia
- Ditassa subulata -  Ilha Margarita, Índia ocidentais Venezuelanas
- Ditassa subumbellata - Rio de Janeiro
- Ditassa succedanea - Minas Gerais
- Ditassa sucrensis -  Venezuela
- Ditassa surinamensis - Tafelberg em Suriname
- Ditassa tamayoi - Zulia em Venezuela
- Ditassa tassadioides - Sierra de Santa Cruz em Bolívia
- Ditassa taxifolia - Guiana
- Ditassa tomentosa - Rio de Janeiro
- Ditassa umbellata  - Rio de Janeiro
- Ditassa velutina - Brasil
- Ditassa venamensis - Bolivar em Venezuela
- Ditassa verticillata - Amazonas em Venezuela
- Ditassa violascens - Cuzco em Peru
- Ditassa warmingii - Brasil
- Ditassa weberbaueri - Chachapoyas Província em Peru* Ditassa xeroneura - Amazonas na Venezuela

anteriormente incluídos
transferidos para outros géneros (Blepharodon, Cynanchum, Macroditassa, Metastelma, Minaria, Oxypetalum, Tassadia)
- D. abortiva agora Minaria abortiva
- D. acerosa agora Minaria acerosa
- D. adnata agora  Macroditassa adnata
- D. angustifolia agora Cynanchum morilloi
- D. anomala agora Metastelma burchellii
- D. aristata agora  Tassadia aristata
- D. barbata agora  Macroditassa laurifolia
- D. bifurcata agora Minaria bifurcata
- D. blepharodontoides agora Blepharodon glaucescens
- D. bonariensis agora Cynanchum bonariense
- D. burchellii agora Metastelma burchellii
- D. cordata agora Minaria cordata
- D. cordata var. abortiva agora  Minaria abortiva
- D. decussata agora  Minaria decussata
- D. diamantinensis agora  Minaria diamantinensis
- D. ditassoides agora  Minaria ditassoides
- D. ericoides agora Minaria acerosa
- D. glaucescens agora Blepharodon glaucescens
- D. grandiflora agora  Macroditassa grandiflora
- D. grazielae agora  Minaria grazielae
- D. hemipogonoides agora  Minaria hemipogonoides
- D. humilis agora  Oxypetalum humile
- D. inconspicua agora  Minaria inconspicua
- D. lourteigiae agora  Minaria lourteigiae
- D. magisteriana agora Minaria magisteriana
- D. manicata agora  Blepharodon manicatum
- D. melantha agora  Macroditassa melantha
- D. micromeria agora  Minaria micromeria
- D. monocoronata agora  Minaria monocoronata
- D. oblongifolia agora  Minaria abortiva
- D. parva agora  Minaria parva
- D. passerinoides Mart. not Decne. agora  Minaria decussata
- D. passerinoides Decne. not Mart. agora Minaria cordata
- D. polygaloides agora  Minaria polygaloides
- D. reflexa agora  Macroditassa laurifolia
- D. refractifolia agora  Minaria refractifolia
- D. semirii agora  Minaria semirii
- D. virgata agora  Minaria cordata